# Niederstriegis
Niederstriegis is een ortsteil van de Duitse stad Roßwein in de deelstaat Saksen. Op 1 januari 2013 werd de tot dan toe zelfstandige gemeente opgeheven. Niederstriegis ligt ongeveer 7,5 km zuidoostelijk van de stad Döbeln en vijf kilometer westelijk van Roßwein aan de monding van de Striegis in de Freiberger Mulde.